# Чото-макасар
Чото́-макаса́р (индон. coto Makassar), также чото́-манкаса́ра (макасар. coto Mangkasara), буквально «суп по-макасарски» — блюдо индонезийской кухни, главный кулинарный специалитет макасаров, проживающих в юго-западной части острова Сулавеси. Представляет собой густой наваристый суп из говядины, говяжьей требухи или ливера, заправляемый измельчённым жареным арахисом, зеленью, а также весьма большим количеством специй. Набор последних, используемых для приготовления этого блюда, традиционно называется «сорок приправ», даже если на деле включает в себя меньшее количество наименований.
Считается одним из наиболее старинных индонезийских супов. Традиционно подаётся с кетупатами, часто на завтрак. Популярен как в домашней, так и в уличной кухне.

## Происхождение и распространение

Провинция Южный Сулавеси на карте Индонезии

Супы — как правило, достаточно густые и наваристые — традиционно занимают существенное место в рационе жителей индонезийского острова Сулавеси. Для их приготовления довольно часто используются говядина и говяжьи субпродукты — особенно в равнинных, скотоводческих районах этого самого восточного из Больших Зондских островов. К числу таких районов прежде всего относится его юго-западная оконечность, населённая преимущественно макасарами, где находится Макасар — крупнейший город острова, административный центр провинции Южный Сулавеси. Национальным блюдом макасаров является говяжий суп, название которого буквально и означает «суп по-макасарски», что на местном языке произносится как чото́-манкаса́ра, а по-индонезийски — чото́-макаса́р.
Чото-макасар считается старинным блюдом: местные историки относят его возникновение к доколониальным временам, ориентировочно к первой половине XVI века — периоду расцвета макасарского султаната Гова. Высказываются даже мнения, что это кушанье является самым древним из индонезийских супов. При этом признаётся, что его рецептура сформировалась под влиянием китайской кухни, которое уже в тот период было ощутимым в этой части Малайского архипелага.

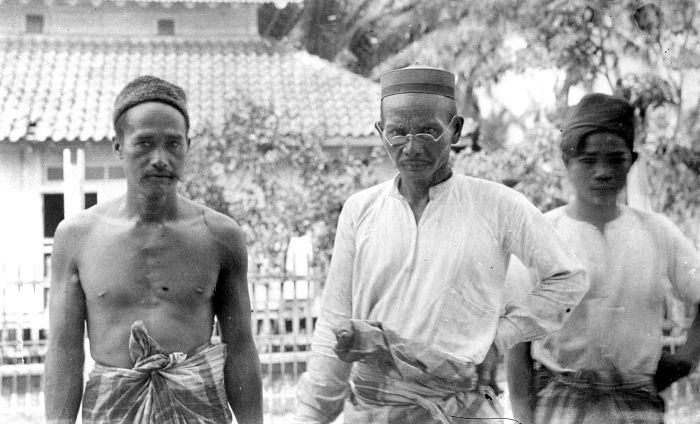
Макасарцы. Фото начала XX века

У макасаров существует легенда об изобретении этого блюда, которая активно популяризируется в местной туристической индустрии. В соответствии с ней, чото-макасар был придуман для питания стражников, несших службу при дворе султана Гова. Дворцовая стража якобы получала его на завтрак, перед заступлением на дежурство. Густой, питательный мясной суп придавал сил на целый день, а многочисленные специи, которыми он заправлялся, бодрили и освежали.
Чото-макасар пользуется исключительно высокой, повсеместной популярностью на Южном Сулавеси, является главным специалитетом здешней кухни. Благодаря активному расселению макасаров за пределами их изначального ареала проживания, их любимый суп получил широкое распространение не только в других районах Сулавеси, но и на других островах Малайского архипелага. Однако он не теряет своей «этнической привязки» и остаётся своего рода кулинарным символом макасаров. В этой связи чото-макасар был введён в меню внутренних рейсов индонезийской государственной авиакомпании «Гаруда Индонезия», связывающих Макасар с другими городами страны.
С учётом высокой значимости этого кушанья в контексте этнокультурных традиций макасаров, оно в 2015 году было внесено в список Нематериального культурного наследия Индонезии, учреждённый индонезийским Министерством образования и культуры в 2002 году по аналогии со списком Всемирного наследия ЮНЕСКО.

## Приготовление и разновидности

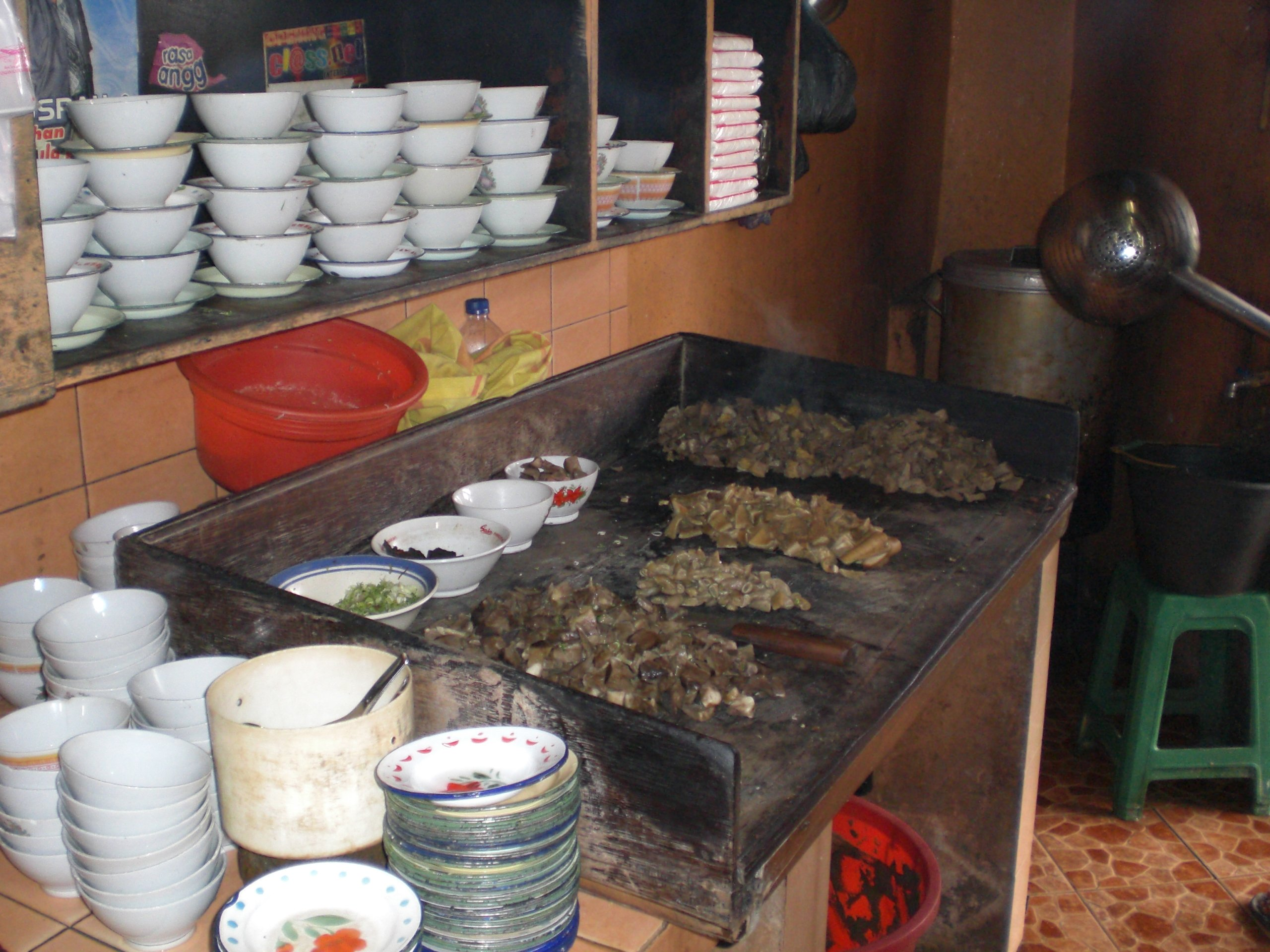
Ингредиенты для чото-макасар — нарезанные говядина, требуха и ливер

Основными продуктами для приготовления чото-макасар служат говядина и определённые говяжьи субпродукты: обычно требуха, легкие или печень, реже сердце, язык, мозг или кишки. Суп может готовиться только из одной говядины или какого-то одного субпродукта, однако чаще используются и мясо, и какой-то субпродукт, а иногда — два-три различных субпродукта. Основной ингредиент или ингредиенты предварительно провариваются в воде с добавлением небольшого количества специй — обычно сизигиума многоцветкового и чёрного перца. После этого мясо и субпродукты нарезаются небольшими кубиками или ломтиками. Иногда часть бульона из под мяса добавляется в суп на последующем этапе варки.
Важнейшей составляющей данного блюда является набор специй, который по своему многообразию и объему значительно превосходит наборы специй, используемые для приготовления большинства остальных индонезийских супов. На Южном Сулавеси считается, что для изготовления настоящего, классического чото-макасар требуется 40 различных видов специй, пряностей и зелени, поэтому и соответствующий набор для чото-макасар традиционно именуется «сорок приправ» (макасар. ampah patang pulo) — притом, что на практике местные повара обычно обходятся меньшим, хотя в любом случае весьма значительным набором приправ. В его состав чаще всего входят челнобородник лимонный, чеснок, большой калган, лук-шалот, лук-порей, лумбанг, кориандр, сельдерей, сизигиум многоцветковый, гвоздика, тмин, мускатный орех, имбирь, куркума, перец-чили, листья лайма или каффир-лайма, тамаринд, пальмовый или обычный сахар. Практически обязательно используется таучо — местная разновидность соевой пасты.

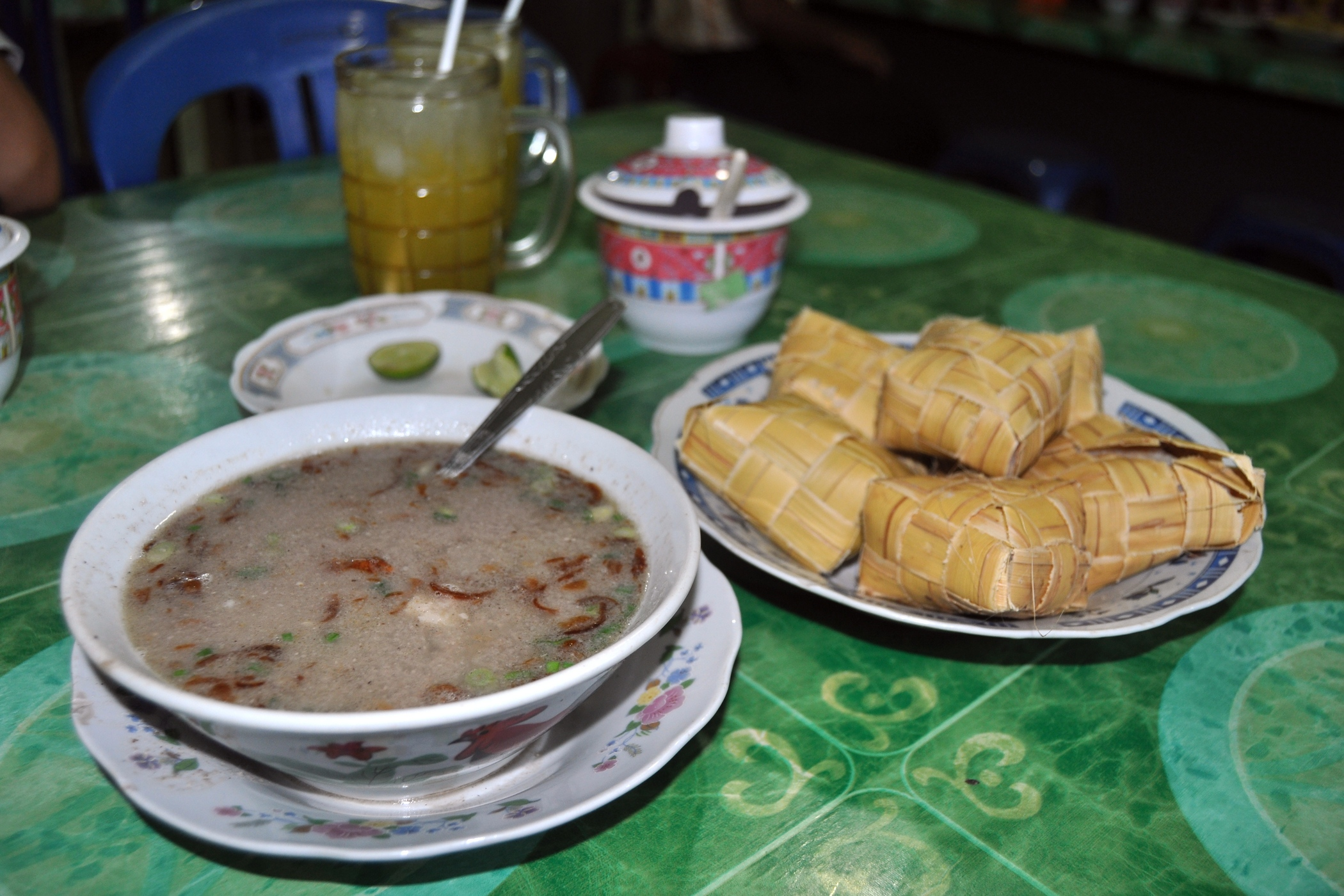
Миска чото-макасар, поданная с традиционным гарниром — кетупатами

Приправы могут использоваться в процессе приготовления чото-макасар по-разному. По крайней мере, большая их часть обычно измельчается и прожаривается в масле до образования густого соуса или пюре, в котором потом обжариваются кусочки мяса, требухи или ливера. Затем всё это заливается водой и начинается второй этап варки, в процессе которого суп может заправляться ещё какой-то частью приправ. На этом же этапе в кушанье добавляется другой его непременный ингредиент — измельчённый жареный арахис (обычно 150-200 граммов на кастрюлю), который существенно загущает суп. Иногда второй этап варки проходит без мяса: его откладывают в миски, а в бульоне остаются только специи и арахис. По завершении варки мясо в мисках заливается образовавшимся варевом.
Очень часто для варки чото-макасар используется вода, в которой промывали рис: она придаёт супу большую густоту и некоторую студенистость. В готовом виде это кушанье представляет собой густой непрозрачный суп, в котором объём мяса, требухи или ливера обычно вполне сопоставим с объёмом жидкости. Цветовые оттенки жидкости могут быть самыми различными: от светло-кремового до тёмно-коричневого — в зависимости от использованных продуктов, количества арахиса и, главное, набора специй.

## Подача и употребление

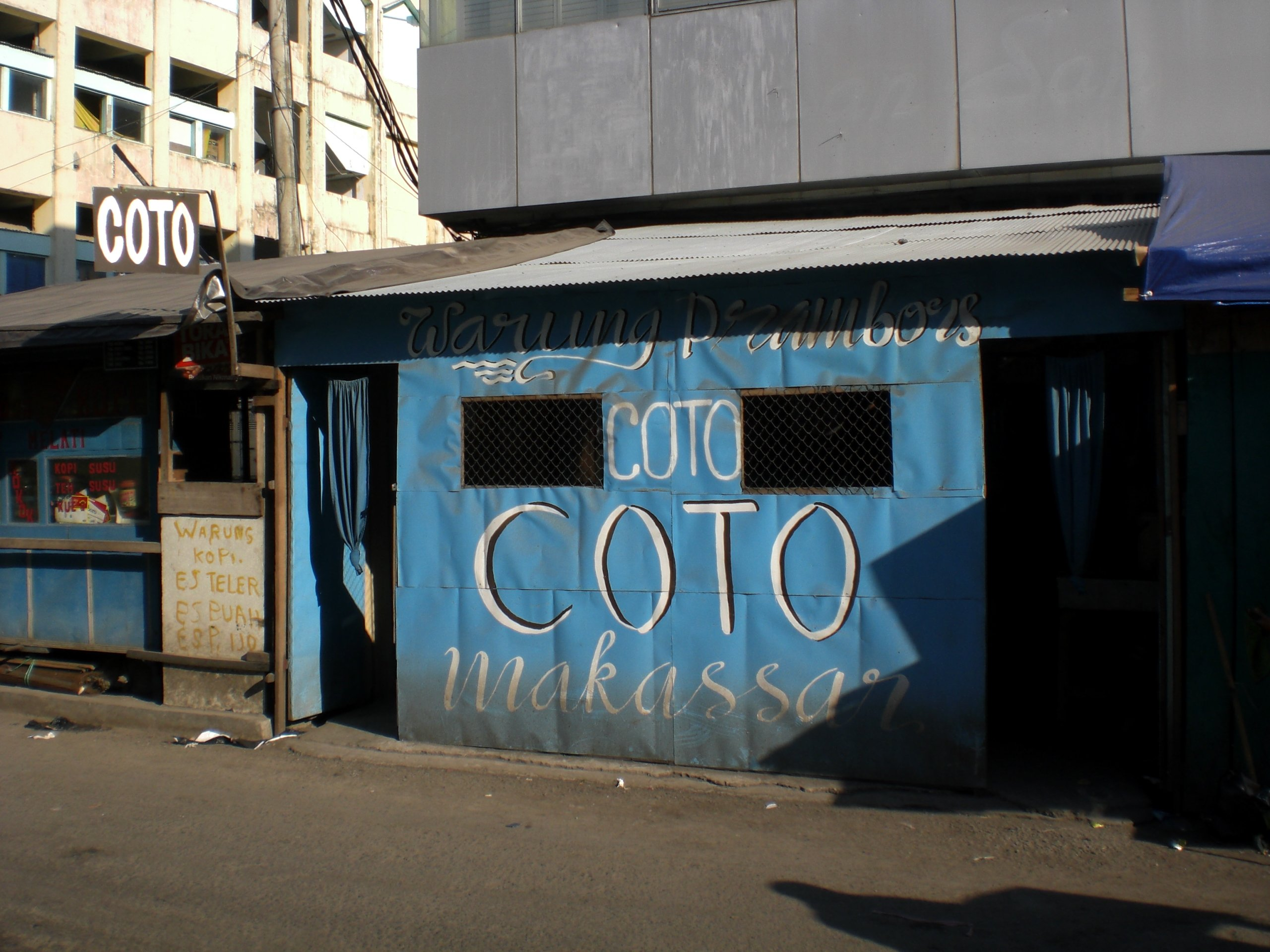
Традиционная харчевня в Макасаре, специализирующаяся на чото-макасар

Чото-макасар, как и многие другие мясные супы сулавесийской и, шире, индонезийской кухни, является одновременно и первым, и вторым блюдом. Его едят из мисок большего или меньшего размера исключительно в горячем виде. Опять же, общим со значительной долей индонезийских супов является то, что непосредственно перед подачей в него принято выжимать немного сока лайма или каламондина и высыпать довольно большие порции жареных стружек лука-шалота и нашинкованного зелёного лука, а также то, что вместе с ним неизменно подаётся гарнир. Однако, если классическим гарниром для многих других супов является горка варёного риса, то чото-макасар традиционно сопровождают кетупаты — брикеты риса, сваренные в плотной оплётке из пальмового или бананового листа. Для макасаров наиболее привычным является изготовление кетупатов именно в банановых листьях, тогда как в большинстве других регионов Индонезии для этого используются преимущественно пальмовые листья.
На родине этого супа, в Южном Сулавеси, его испокон веков было принято подавать главным образом на завтрак. Лишь в конце XX века чото-макасар здесь стал присутствовать в меню более поздних трапез, хотя утренняя подача по-прежнему считается наиболее привычной, традиционной.
Чото-макасар является популярным блюдом в равной мере в домашней и в уличной кухне. И в Южном Сулавеси, и во многих других районах острова этот суп готовится практически во всех заведениях общепита — как в ресторанах современного типа, так и в традиционных харчевнях, а также на многочисленных рынках. Кроме того, порцию чото-макасар можно купить у уличных торговцев, промышляющих в людных местах с передвижными кухнями-тележками.